# Results in Mathematics
Results in Mathematics ist eine in englischer Sprache erscheinende mathematische Fachzeitschrift, die 1978 von Hans-Joachim Arnold und Heinrich Wefelscheid gegründet wurde und von Birkhäuser herausgegeben wird.
Sie veröffentlicht vorwiegend Forschungsarbeiten aus allen Gebieten der reinen und angewandten Mathematik, außerdem auch Überblicksartikel zu aktuellen mathematischen Entwicklungen.